# Arroyo de Manina
Manina es un curso de agua que cruza la Comunidad de Madrid, en España. 

## Características
Pertenece a la cuenca del Manzanares, que, a su vez, está incluida en las cuencas del Jarama y Tajo. El arroyo nace en la localidad de Hoyo de Manzanares y desemboca en el embalse de El Pardo, en el monte protegido del mismo nombre.
- Datos: Q6389011
- Multimedia: Manina Stream / Q6389011